# W55
Pour les articles homonymes, voir W55 (homonymie).
La W55 était une ogive atomique américaine. Elle était embarquée à bord du SUBROC, une roquette anti-sous-marine.

## Description
La W55 a été conçue au début des années 1960 et fabriquée de 1964 à 1968. 
La W55 avait un diamètre de 13,5 pouces (35 cm), une longueur de 39,4 pouces (1 mètre) et pesait 470 livres (213 kg).
La puissance explosive de la W55 serait soit de 1, de 5 ou de 250 kilotonnes. Quelques sources affirment qu'elle dérive d'une bombe expérimentale testée lors du test Olive de l'opération Hardtack I, le 22 juillet 1958. Cette bombe avait une puissance de 202 kilotonnes.
285 ogives W55 ont été fabriquées. Les dernières ogives ont été retirées du service en 1990. 
Le chercheur Chuck Hansen affirme que la W55 et la W58 ont le même étage primaire, où se produit la fission nucléaire, surnommé le primaire Kinglet.